# Callaeas cinereus
Callaeas cinereus là một loài chim trong họ Callaeidae. Đây là loài đặc hữu của New Zealand. Số lượng loài này giảm rất nhanh qua 3 thế hệ cho đến cuối thế kỷ 20 nên được xếp vào nhóm loài nguy cấp.

## Hình ảnh

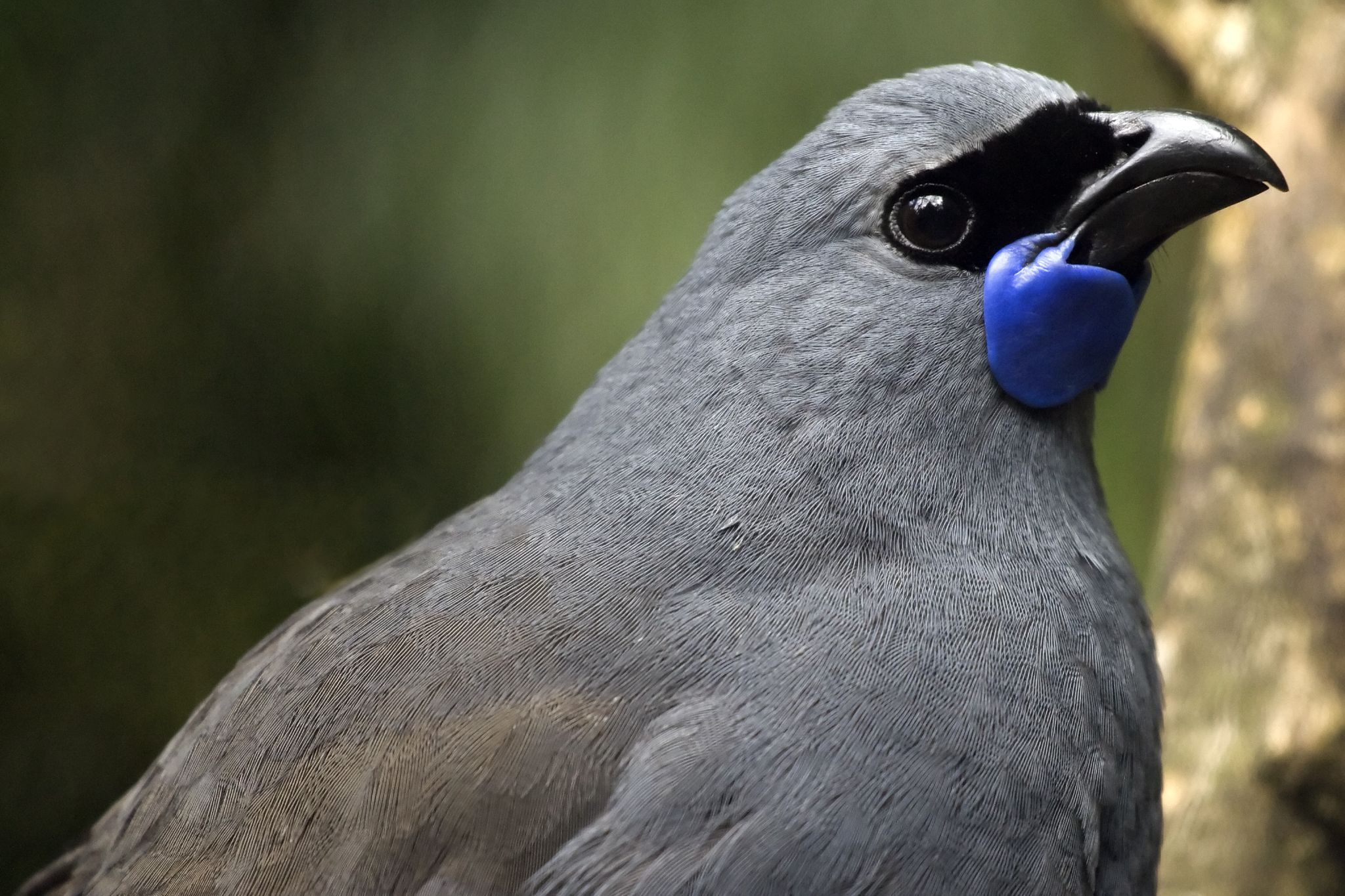
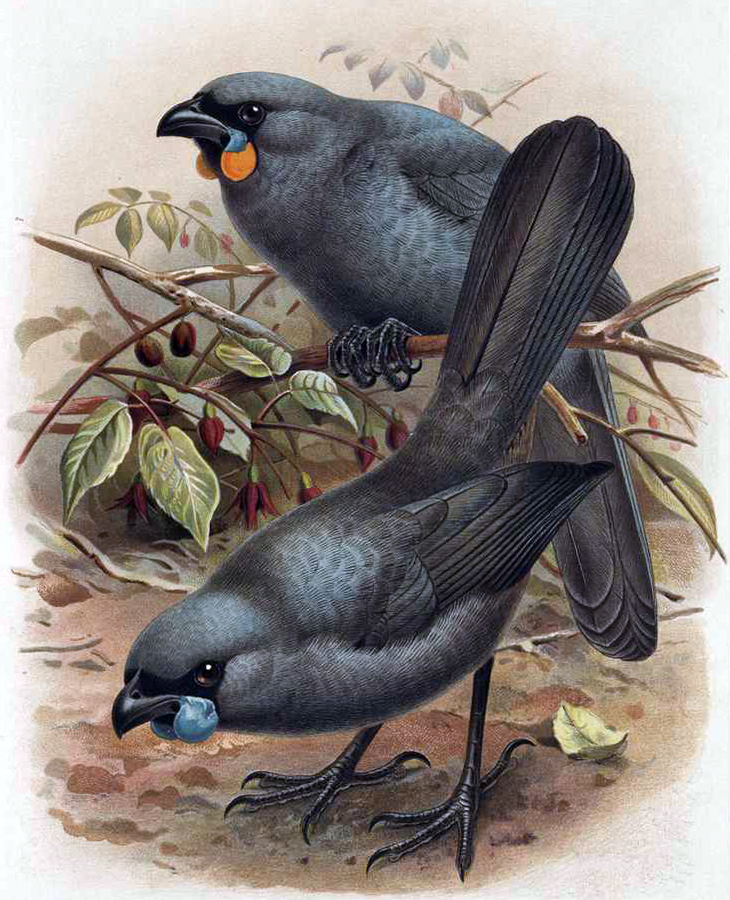
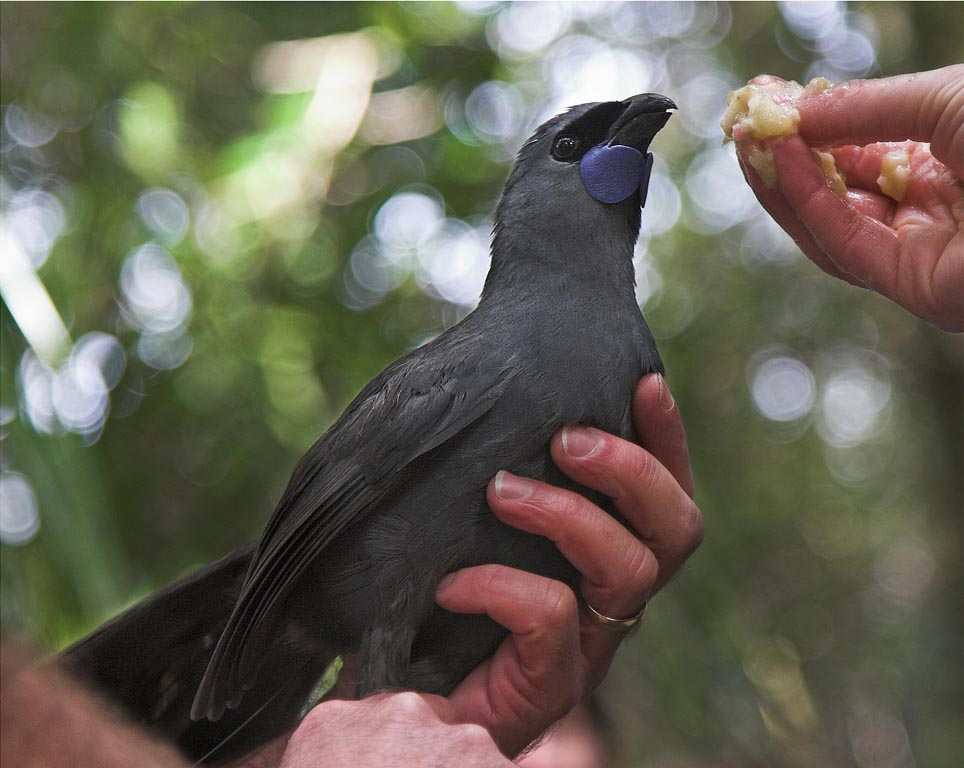